# Bhamo

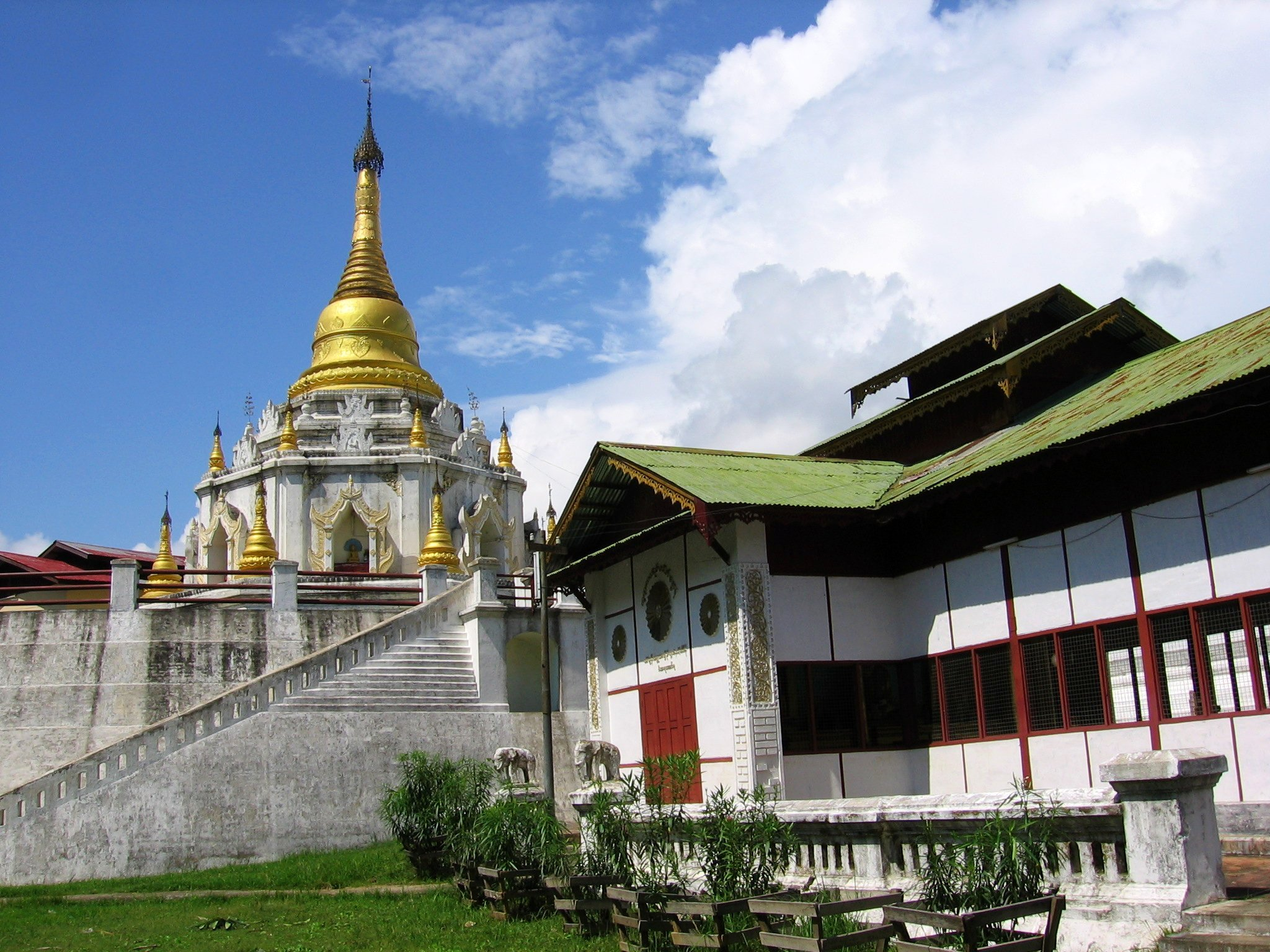
Pagoda Ike Kaw Daw

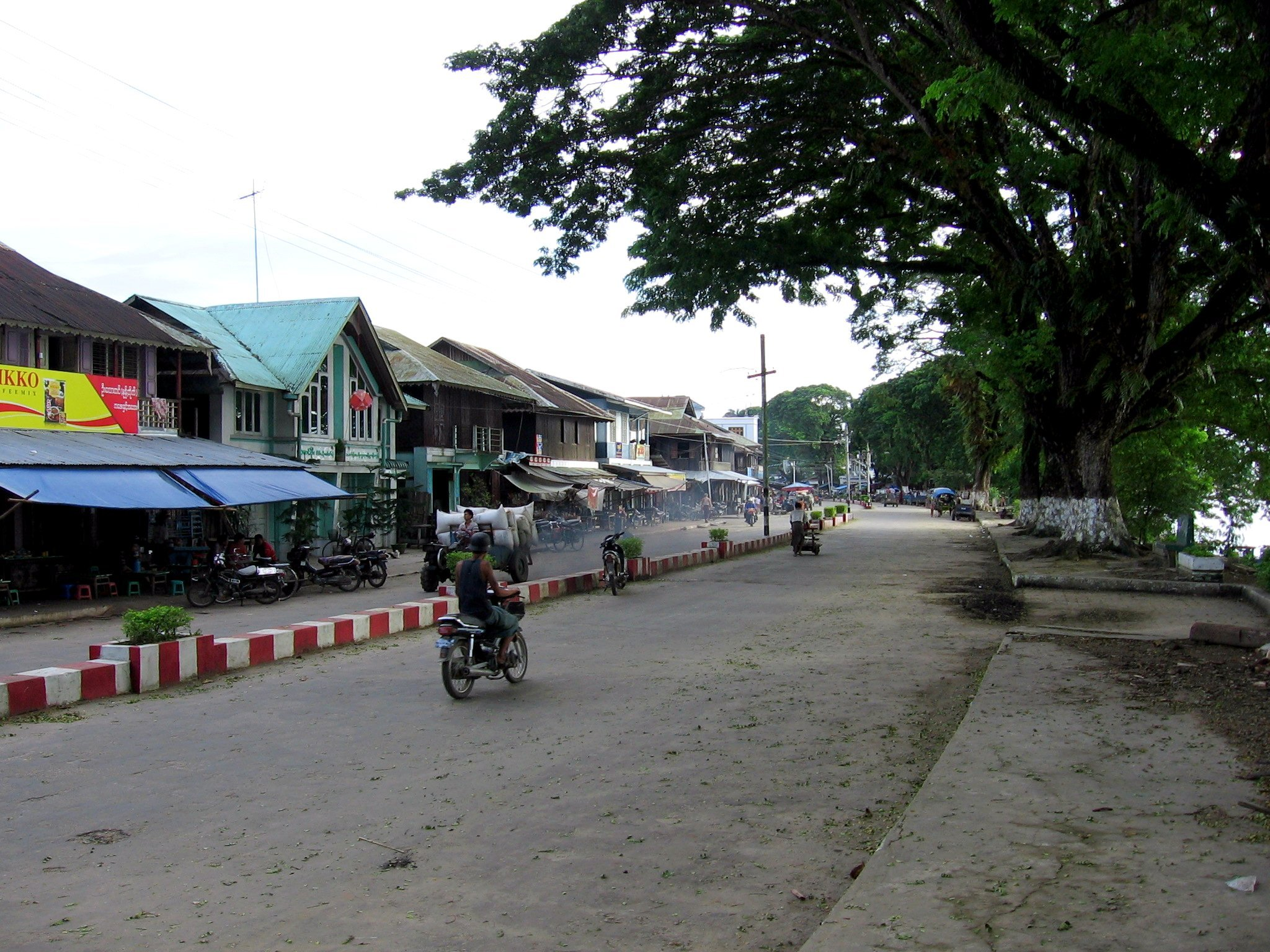

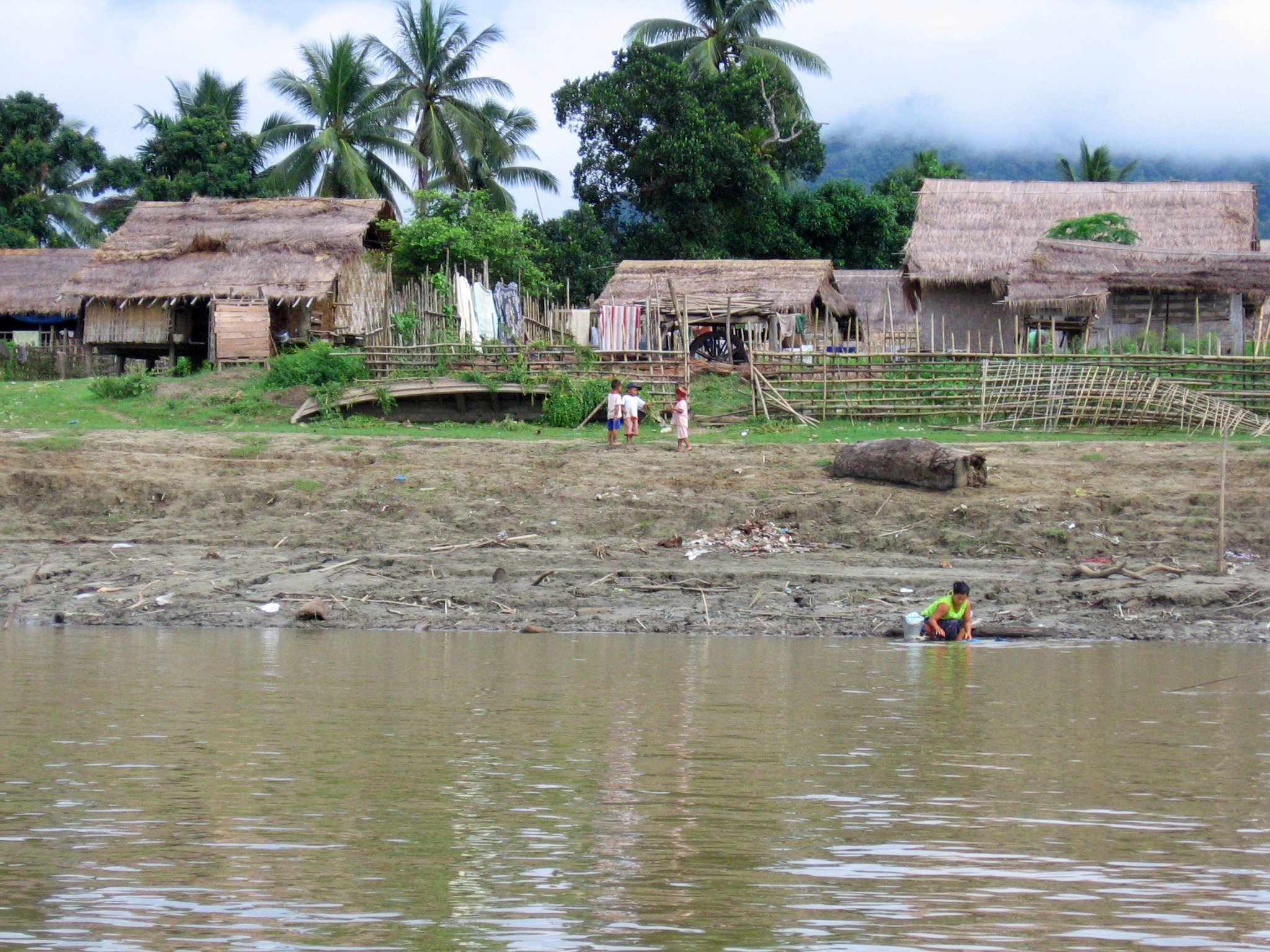

Bhamo (também escrito Bamaw ) é uma cidade do estado de Kachin, ao norte de Mianmar, situada 186 km ao sul da capital do estado de Myitkyina. Situa-se nas margens do Rio Ayeyarwady, e encontra-se apenas a 65 km da fronteira com a província de Yunnan, na China.  A população é constituída por Chineses e Shan, com a etnia Kachin nas colinas ao redor da cidade. É o centro administrativo do dístrito de Bhamo.

## História
Bhamo foi um entreposto comercial importante com o Império Chinês até o século XIX, quando as moedas de cobre da China fluiam para a Birmânia. Os registros da Dutch East India Company identificou essas moedas de cobre como uma importante fonte de lucro, e também mencionou a presença de uma posto aduaneiro em Bhamo para regular o comércio fronteiriço. Até 1935, a cidade estava situada no ponto navegável mais alto do rio, e era o término das rotas de caravana da Índia e da Birmânia, pelo qual jade, em particular, era trazida para a China.
Bhamo já foi chamado de Sampanago, a capital da agora extinto reino Shan de Manmaw. As ruínas das muralhas da cidade antiga, que datam do século V, são encontrados cerca de 5 km da atual cidade.
Bhamo é uma das cidades da fronteira do comércio oficial entre a China e Mianmar.